# Мельников, Всеволод Андреевич
Мельников Всеволод Андреевич (22 августа 1891, Ростов-на-Дону, область Войска Донского — 14 августа 1967, Кривой Рог, Днепропетровская область) — советский учёный в области горного дела, горный инженер-механик. Профессор (1935).

## Биография
Родился 22 августа 1891 года в городе Ростов-на-Дону.
В 1919 году окончил Донской политехнический институт. В 1919—1920 годах работал на заводе «Тадо», в 1920—1921 годах — на геологическом предприятии.
В 1921—1942 годах — в Новочеркасском индустриальном институте: преподаватель, доцент, профессор кафедры горной механики, декан горного факультета.
Во время Великой Отечественной войны находился на оккупированной немецкими войсками территории, был арестован в Новочеркасске, находился в концлагере.
В 1943—1944 годах — начальник технического бюро комбината «Ростовуголь».
С 1944 года — в Криворожском горнорудном институте: в 1944—1946 годах — декан горного факультета, в 1944—1951 годах — заведующий кафедрой горной механики, в 1951—1958 годах — доцент кафедры горной механики.
Умер 14 августа 1967 года в городе Кривой Рог.

## Научная деятельность
Специалист в области горной электромеханики. Автор более 40 научных работ, 10 учебников.
В 1939 году подготовил докторскую диссертацию об обеспечении шахт пневматической энергией, рукопись которой впоследствии была уничтожена по приказу немецкой оккупационной власти во время ареста в Новочеркасске.

### Научные труды
- Добыча металлических руд / М.: тип. им. т. Артёма, 1923. — 52 с.;
- Горная механика. Шахтный подъём. Вып. 1 / Новочеркасск, 1929;
- Механизация геологоразведочных работ. Машиноведение. Двигатели и рабочие исполнительные машины / М., Л., Новосибирск, 1934.